# Floricultura

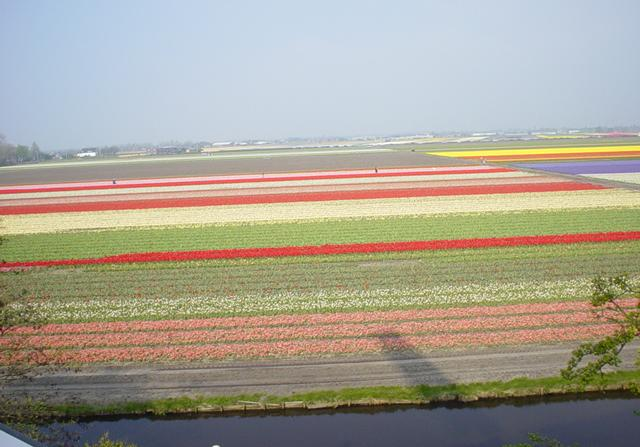
Campo com cultivo de flores

O termo floricultura designa um ramo da horticultura focado no cultivo de plantas floríferas e ornamentais de forma industrializada, destinadas a jardins e ao comércio.

## Cultivo
O cultivo de flores é de competência do Engenheiro Agrônomo (implantação do projeto, manejo de pragas e doenças, correção do solo, etc.), sendo juntamente com o Arquiteto Paisagista a elaboração de projetos paisagísticos. Resolução n.º 218 de 29/06/1973.

## Comércio
As floriculturas vendem diversos tipos de flores, de corte, quando são comercializadas sem raízes e em vaso, quando possuem recipiente com substrato.
Também faz parte da rotina da floricultura a confecção de arranjos e buquês, que são montagens de flores, para presentear alguém. Hoje, a floricultura tomou outros rumos, sendo que atualmente é amplamente utilizado para comercialização de flores e outros tipos de presentes.
Um exemplo clássico de presente tipicamente comprados em floriculturas são buquês de flores, cestas de flores, orquídeas, flores com chocolates ou bombons, flores com bebidas ou guloseimas e cestas de café da manhã.